# 海豊県
海豊県（かいほうけん）は、中華人民共和国広東省汕尾市に位置する県。

## 地理
沿海部は干潟、貯水池、池、三角江、三角州、養魚池、マングローブ、浅瀬、砂浜、砂利浜、河川の池が多く、クロツラヘラサギ、マダラウミスズメ、ホウロクシギ、カラフトワシ、ニシハイイロペリカンなどが生息している。2008年にラムサール条約登録地となった。

## 歴史
前111年（元鼎6年）、前漢により海豊県が設置された。

## 行政区画
下部に4街道、12鎮を管轄する
- 鎮
  - 梅隴鎮、聯安鎮、陶河鎮、赤坑鎮、大湖鎮、可塘鎮、黄羌鎮、平東鎮、海城鎮、公平鎮、附城鎮、城東鎮
- 深汕特別合作区
  - 鵝埠街道、小漠街道、鮜門街道、赤石街道

## 交通

### 鉄道
- 廈深線
  - 鮜門駅

### 道路
- 高速道路
  -  瀋海高速道路
  -  甬莞高速道路（中国語版）
  -  梅汕高速道路（中国語版）
- 国道
  - G228国道
  - G235国道（中国語版）
  - G236国道（中国語版）
  - G324国道

## 出身者
- 陳炯明 - 清末民初の革命家・軍人・政治家。広東省の革命派指導者。孫文（孫中山）の古くからの同志だったが、後に決別した。